# Angelika Karger
Angelika Herta Karger (* 1952 in Magdeburg) ist eine deutsche Wissenschafts- und Designtheoretikerin.

## Leben
Karger wurde 1981 an der Philosophischen Fakultät der Universität Stuttgart mit der Dissertation Untersuchungen zur Bewusstseinkonzeption bei Ch. S. Peirce promoviert. Ebenfalls in Stuttgart erfolgte 1986 unter der Betreuung von Max Bense ihre Habilitation mit der Arbeit Zeichen und Evolution. Theoretische Grundlagen und Anwendungen semio-morphogenetischer Prozesse. Anschließend lehrte sie als Privatdozentin für Wissenschaftstheorie am Institut für Technikphilosophie und Wissenschaftstheorie an der Universität Stuttgart.
Karger hatte unter anderem Vertretungsprofessuren an der Universität Freiburg im Breisgau (2 Jahre), an der Universität Osnabrück (1 Semester) sowie von 2002 bis 2004 an der Fachhochschule Darmstadt inne sowie Lehraufträge an der Universität Ulm, der Staatlichen Akademie der Bildenden Künste Stuttgart, der Fachhochschule Pforzheim, der Hochschule für Druck und Medien Stuttgart und der Hochschule für Kommunikationsdesign Merz.
Karger nahm 2005 einen Ruf als Professorin für Wissenschaftliche Grundlagen der Gestaltung, Designtheorie, Design- und Mediengeschichte an die Hochschule für Gestaltung Schwäbisch Gmünd an. Zudem lehrte sie weiter als Privatdozentin an der Universität Stuttgart. An der HfG Schwäbisch Gmünd wirkte sie unter anderem als Gleichstellungsbeauftragte und von 2007 bis 2015 als Studiengangsleiterin für den Master Product Planning and Design. 2018 ging Karger in den Ruhestand.
Karger war daneben in der Industrieberatung und im Consulting für Architektur- und Designbüros tätig. Für zahlreiche Künstler hielt sie Reden für Ausstellungen und schrieb Katalogtexte.

## Werke
- Zeichen und Evolution. Theoretische Grundlagen und Anwendungen semio-morphogenetischer Prozess, Pahl-Rugenstein, Köln 1986, ISBN 3-7609-5223-2.
- Untersuchungen zur Bewusstseinkonzeption bei Ch. S. Peirce, Universität Stuttgart, Stuttgart 1982.
- Wissensmanagement und „Swarm intelligence“ – Wissenschaftstheoretische, semiotische und kognitionsphilosophische Analysen und Perspektiven. In: Jürgen Mittelstraß (Hrsg.): Die Zukunft des Wissens. Workshop-Beiträge / XVIII. Deutscher Kongress für Philosophie Konstanz 1999. Universitäts-Verlag Konstanz, Konstanz 1999, ISBN 3-87940-697-9, S. 1288–1296.
- Zusammen mit Astrid Herbig: Der Text des genetischen Codes aus semiotischer Sicht. In: Semiosis 21. Internationale Zeitschrift für Semiotik und Ästhetik, 1981, 40–48.
- Das Peircesche Bewusstseinskonzept. In: Semiosis 27. 7. Jahrgang, Heft 3, 1982, 39–49.
- Semiotische Erörterungen zur ersten Phase des kindlichen Spracherwerbs. Semiosis 31, Heft 3.
- Semiotische Orbitalbildung der kategorialen Bezüge. Semiosis 32, 1983, 25–30.
- Die sogenannte (menschliche) Körpersprache unter dem Aspekt der Transformation von Präsentation zu Repräsentation. Semiosis 44, 1986, 27–43.